# 漢斯 (什勒斯維希-霍爾斯坦-森訥堡-格呂克斯堡)
什勒斯維希-霍爾斯坦-森訥堡-格呂克斯堡的漢斯（丹麥語：Hans af Slesvig-Holsten-Sønderborg-Glücksborg，1825年12月5日—1911年5月27日），丹麥國王克里斯蒂安九世的弟弟。
漢斯終生未婚，死後葬在羅斯基勒主教座堂。